# Carl Baermann
Pour les articles homonymes, voir Bärmann.
Carl Baermann (né le 24 octobre 1811 à Munich où il est mort le 23 mai 1885) est un clarinettiste et compositeur allemand. Il est le père du pianiste Carl Baermann (1839–1913).

## Biographie
Fils du clarinettiste virtuose Heinrich Baermann et de la soprano Helene Harlas (de), Carl apprend la clarinette et le cor de basset avec son père. Dès l'âge de 14 ans, il joue avec l'orchestre de la cour à Munich et en devient la deuxième clarinette en 1832. Quand son père se retire en 1834, il devient clarinette solo de l'orchestre jusqu'à sa propre retraite en 1880.
Le 14 décembre 1826, il donne son premier concert comme soliste en jouant le concertino de Carl Maria von Weber avec l'orchestre de la cour de Munich. 
Il voyage avec son père en Europe en 1827, 1832 et 1838. En 1833, ils créent les Konzert Stücke opus 113 et 114 de Felix Mendelssohn et reçoivent l'acclamation du public.
En avril 1837, il crée plusieurs de ses propres œuvres pour clarinette.  
Lors d'une tournée en France en 1838-1839 où les Baermann père et fils sont très bien reçus notamment par le compositeur Meyerbeer dans sa maison, il tient un journal de leurs voyages et de leurs représentations. Le jour de l'an 1839, ils assistent à une représentation de l'opéra Les Huguenots de Meyerbeer. Le père et le fils Baermann interprètent le Duo en mi bémol majeur de Carl le 10 janvier 1839 lors d'un dîner chez Meyerbeer, ce qui leur a valu une invitation à se produire devant la Société des concerts du Conservatoire. Les Baermann se produisent à l'Opéra de Paris et Meyerbeer déclare qu'il préfère les concertos du jeune Baermann à ceux de Weber.
En 1839, Carl succède à son père comme  professeur de clarinette à la cour de Munich, mais aussi interprète à la clarinette, au cor de basset et à la clarinette basse.
Reconnu pour la qualité de son jeu au cor de basset, Carl Baermann est connu pour avoir joué plus d'œuvres de Mozart que son père. Mozart a employé le cor de basset dans la sérénade no 10 en si bémol majeur KV361 et le requiem KV626. En 1831, Baermann a donné des concerts au cor de basset à Munich. Mendelssohn a écrit une sonate pour cor de basset dédiée à Carl Baermann en 1824 et publiée en 1847.
Carl Baermann est l'un des premiers clarinettistes à préconiser de placer l'anche côté lèvre inférieure. Il promeut aussi l'embouchure simple, qui, selon lui, permet une plus grande endurance et un meilleur contrôle du son.

## Œuvres

### Le système Baermann-Ottensteiner

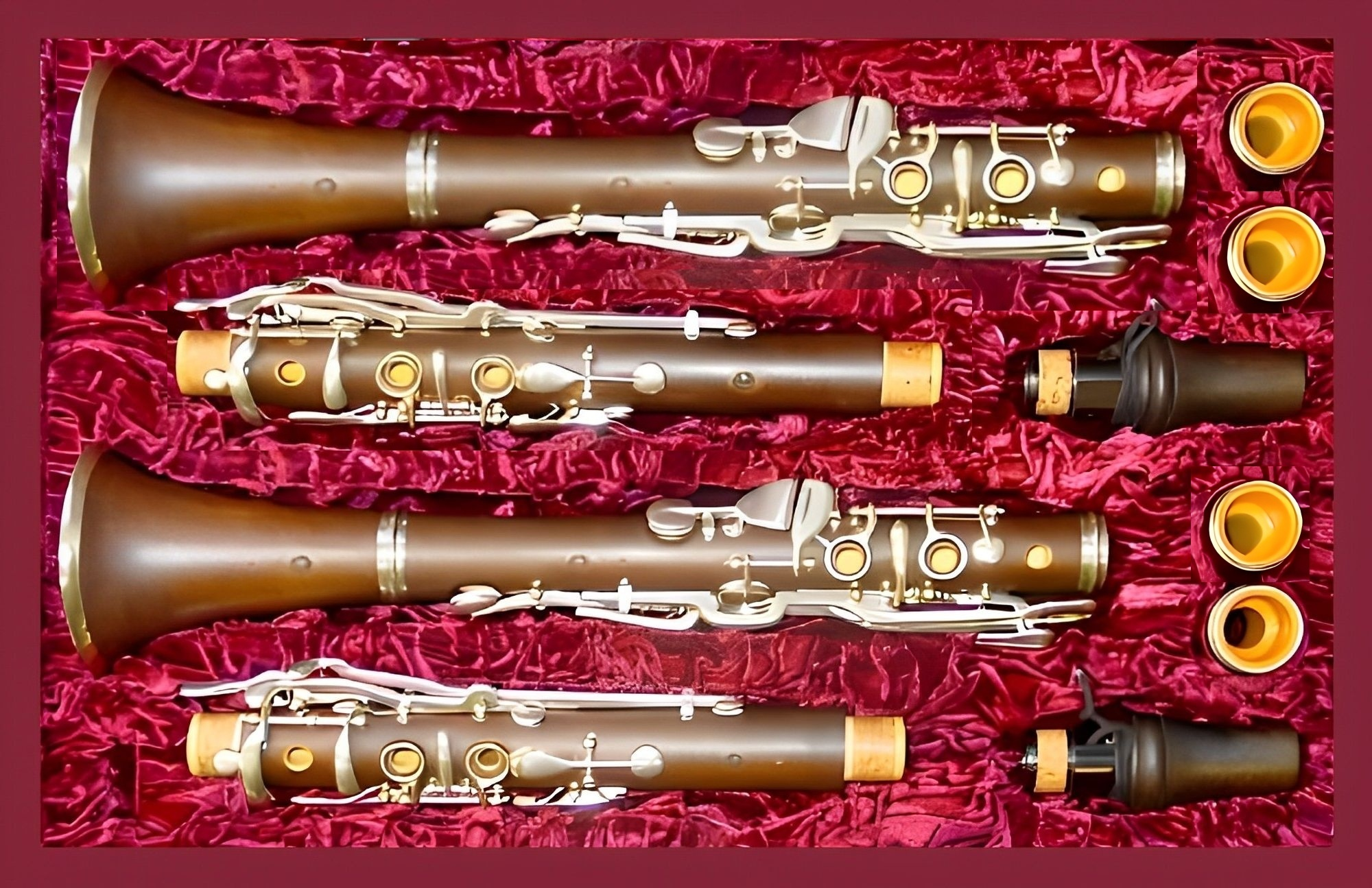
Un jeu de clarinettes Ottensteiner en la et en si bémol, en buis teinté à l'eau-forte (acide nitrique).

Après des années de recherche, Baermann a développé avec le facteur allemand Georg Ottensteiner (1815-1879) un système à 18 clefs pour la clarinette qui porte leur nom, le système Baermann-Ottensteiner basé sur le système Müller. Ce système de clef est très en vogue durant la seconde moitié du XIXe siècle, en partie à cause d'une méthode d'apprentissage de la clarinette écrite entre 1864 et 1875, le Vollständige Clarinett-Schule op. 63. Cette méthode joue toujours un rôle dans l'enseignement de la clarinette en Allemagne et a été adaptée par Gustave Langenus au système de clétage Boehm en 1917 aux États-Unis.
Richard Mühlfeld (1856-1907), le clarinettiste pour lequel Johannes Brahms (1833-1897) a composé plusieurs œuvres de chambre pour clarinette dont les célèbres sonates pour clarinette et piano op. 120 (1896), utilisait le modèle de clarinette de Baermann.

### Compositions
Le catalogue des œuvres de Carl Baerman comporte 88 numéros d'opus.
- Divertissement pour clarinette et orchestre, Op. 2
- Concerto Militaire pour clarinette et orchestre, Op. 6
- Fantaisie brillante pour clarinette et piano, Op. 7
- Variations brillantes pour clarinette et piano, Op. 8
- La nuit étoilée pour clarinette et piano, Op. 13
- Duo Concertant pour deux clarinettes et piano,Op. 33
- Conzertstück, pour clarinette et piano ou orchestre, Op. 44
- Travestie pour clarinette et piano, Op. 45
- Conzertstück No.1 pour clarinette et piano ou orchestre, Op. 49
- Vollständige Clarinett-Schule (méthode complète de clarinette) Op. 63 et 64

1. Historique and théorie (Op. 63)
2. Études préparatoires (Op. 63)
3. Études quotidiennes (Op. 63)
4. Pièces courtes (Op. 64)
5. Solos (Op. 64)

## Enregistrements
- 1987 : Romantische Konzertstücke für zwei Klarinetten, Bassethorn und Orchester, œuvres de Carl Baermann, Franz Cramer et Felix Mendelssohn, par Dieter Klöcker et Waldemar Wandel (clarinettes), avec le Sinfonieorchester des Südwestfunk, dir. Arturo Tamayo (Koch Schwann Musica Mundi 311 158 G1)
- 2013 : Duo Concertant op. 33 sur le disque Grand Duo Clarinet, œuvres de Carl Maria von Weber, Iwan Müller, Carl Baermann et Anton Stadler, par Dario Zingales (clarinette), Harald Fleißner (clarinette) et Fausto Quintabà (piano) (Urania Records)
- 2018 : Music for Clarinet and Piano de Heinrich Baermann et Carl Baermann, par Dario Zingales (clarinette) et Florian Podgoreanu (piano) (Brilliant Classics)
- 2021 : Music for Clarinet and Piano - Volume 2 de Heinrich Baermann et Carl Baermann, par Dario Zingales (clarinette) et Florian Podgoreanu (piano) (Brilliant Classics)